# Femme Fatale (The Velvet Underground)
Femme Fatale è una canzone del gruppo musicale rock statunitense The Velvet Underground, contenuta nell'album The Velvet Underground & Nico del 1967. Il brano, pubblicato come singolo, racconta di una donna che non si fa scrupoli ad usare gli uomini come giocattoli per soddisfare le proprie voglie. Sul disco il brano è cantato da Nico.

## Il brano

### Origine e storia
Lou Reed stesso ha raccontato che la canzone nacque da una richiesta di Andy Warhol, che gli chiese di comporre un brano su una delle "stelline" della sua Factory, Edie Sedgwick.

«Andy mi disse che avrei dovuto scrivere una canzone su Edie Sedgwick. Io dissi: "Del tipo?" e lui rispose: "Oh, non pensi che sia una femme fatale, Lou?" Così scrissi Femme Fatale e la demmo a Nico.»
(Lou Reed, a proposito di Femme Fatale)

### Pubblicazione
La canzone venne pubblicata su singolo come B-side di Sunday Morning nel dicembre 1966. Successivamente, nel 1967 venne inserita nell'album di debutto dei Velvet Underground, The Velvet Underground & Nico.

## Cover
Il brano è stato oggetto di cover da parte di numerosi artisti tra cui:
- Big Star - nell'album Third del 1973
- Propaganda - nel 12" Dr Mabuse del 1984
- R.E.M. - nell'album Dead Letter Office del 1987
- Duran Duran - nona traccia dell'album Duran Duran del 1993
- Elisa - quarta traccia dell'album Lotus del 2003
- Aloe Blacc - nell'album Good Things del 2010
- Ours - nell'album Precious del 2002